# التمرد في شمال قطاع غزة
التمرد في شمال قطاع غزة هو صراع مسلح يتمركز في محافظة شمال غزة، حول مدينة غزة المحاصرة بعد أن أعلنت إسرائيل أنها قامت بتفكيك 12 كتيبة تابعة لكتائب عز الدين القسام في 7 يناير. بدأت عدة مجموعات مسلحة فلسطينية، بقيادة كتائب القسام، في الظهور من جديد في الأراضي التي تم تطهيرها سابقًا، بعد 4 أشهر من القصف و3 أشهر من الغزو البري.

## مسار التمرد
ونظمت الألوية الفلسطينية المناطق التي انسحبت منها القوات الإسرائيلية ووحدتها، وأعادت تأهيل الخدمات المدنية مثل قوات الشرطة.
وشنت الكتائب هجمات على المناطق التي تسيطر عليها القوات الإسرائيلية في شمال قطاع غزة. وعلى إثر ذلك، توغلت قوات الاحتلال الإسرائيلي في المناطق التي انسحبت منها سابقاً. تعرضت ناقلة جنود مدرعة من طراز نامر أثناء إعادة تمركزها في الشيخ رضوان في 19 كانون الثاني/يناير لكمين نصبه أحد المسلحين بهجوم مزدوج، أولاً عن طريق تفجير عبوة ناسفة من نوع شواد أعقبه قذيفة صاروخية من طراز ياسين 105 أطلقها مقاتلو كتائب القسام. نصبت كتائب القسام كمينًا للقوات الإسرائيلية في حي تل الهوى في 31 يناير، مستهدفة دبابتين ميركافا، مما أدى إلى إتلاف إحداهما ودبابة كاتربيلر دي-9 تابعة للجيش الإسرائيلي.
في 13 مايو 2024، إبلغ عن القتال في مخيم جباليا للاجئين. وزعمت الأجنحة المسلحة لحماس والجهاد الإسلامي الفلسطيني أن مقاتليهما يستهدفون قوات الجيش الإسرائيلي القريبة بقذائف الهاون والصواريخ المضادة للدبابات والمدافع الرشاشة. ووفقاً لهيئة الإذاعة البريطانية، صرحت شخصيات عسكرية إسرائيلية رفيعة المستوى لم تذكر اسمها لوسائل الإعلام الإسرائيلية أن عودة حماس إلى شمال غزة كانت بسبب عدم وجود خطة محددة من قبل الحكومة الإسرائيلية "لليوم التالي" للحرب. في يناير 2024، قالت القناة 13 الإخبارية إن رئيس أركان الجيش الإسرائيلي هرتسي هاليفي حذر القيادة الإسرائيلية سرًا من أن مكاسبها العسكرية قد تتآكل دون خطة لإدارة ما بعد الحرب في غزة.

## العمليات الإسرائيلية

### عملية زيتون
وفي أواخر فبراير/شباط، استهدفت القوات الإسرائيلية منطقة الزيتون في جنوب غرب مدينة غزة بلوائين، معلنة أنها تهاجم القوات شبه العسكرية في قتال قريب وبضربات صاروخية. واعترف الجيش الإسرائيلي بوجود مقاومة شديدة من القوات شبه العسكرية في الزيتون، ولكن ليس أثناء تقدم المركبات الإسرائيلية في المنطقة، واعترف بوقوع ضحايا في ثلاث اشتباكات مختلفة مع القوات المخترقة في 21 فبراير/شباط. قاد القتال بشكل رئيسي كتائب القسام وكتائب القدس، مع دعم بسيط من مجموعات شبه عسكرية أصغر.

### مداهمة مستشفى الشفاء
في 17 مارس 2024، داهمت القوات الإسرائيلية مستشفى الرمال واحتلت مستشفى الشفاء بعد معلومات مفترضة تفيد بأن كبار مسؤولي حماس أعادوا تجميع صفوفهم وكانوا يستخدمون المستشفى "لقيادة الهجمات".

### عملية الزيتون الثانية
وفي 9 مايو/أيار، جددت إسرائيل عملياتها في شمال غزة، وأرسلت قوة إلى منطقة الزيتون التي كانت قد واجهت معركة كبرى قبل أشهر. واعترف الجيش الإسرائيلي بمقتل 4 جنود في اليوم الأول.

## عملية جباليا
في 12 مايو 2024، قال الجيش الإسرائيلي إنه أطلق عملية في جباليا مساء اليوم السابق "بناءً على معلومات استخباراتية تتعلق بمحاولات حماس إعادة تجميع بنيتها التحتية الإرهابية ونشطائها في المنطقة". وبحسب السكان الفارين من المنطقة، فقد شوهدت الدبابات تتقدم نحو مخيم اللاجئين الذي تعرض لقصف مكثف.